# 极端突出类山峰

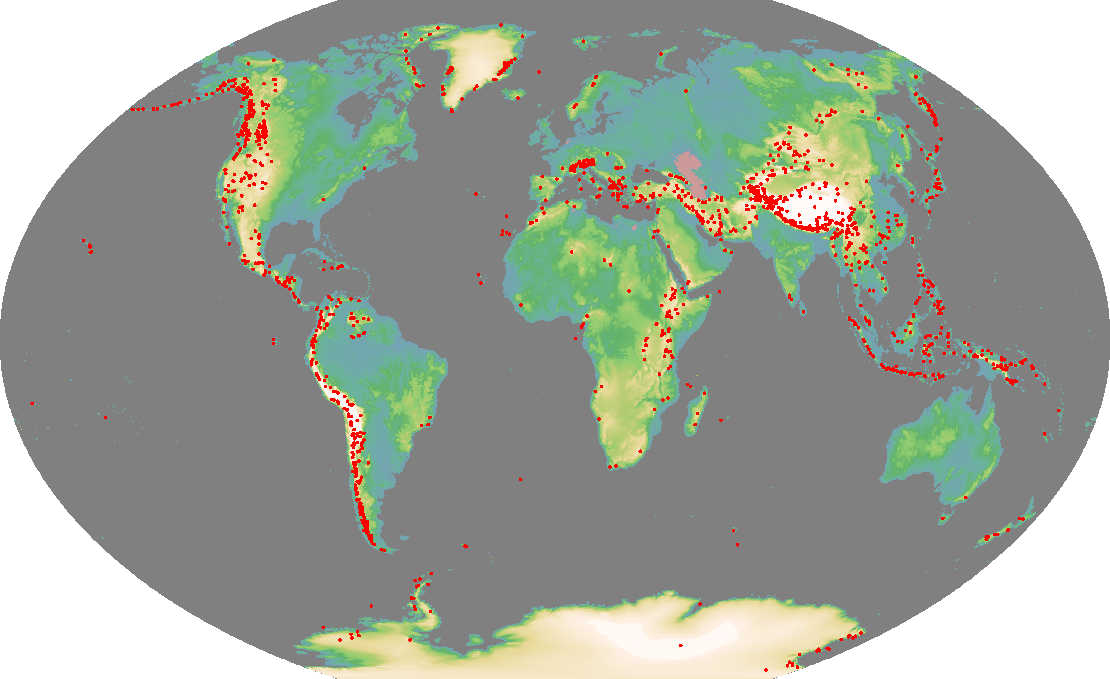
全球极端突出类山峰地图

极端突出类山峰（英語：Ultra-prominent peak）是指地形突起度不小于1500米的山峰，也被称为P1500。
一座山峰的地形突起度等于从另外一座更高的山峰爬到该山峰峰顶需要爬升的最小高度，如果没有更高山峰，那就从海平面算起。
全球大概有1524座这样的山峰。一些著名山峰如马特洪峰和艾格峰，因为它们通过海拔较高的山坳与更高山峰相连，没有足够的地形突起度，所以不是极端突出类山峰。
这里“极端”（英語：Ultra）的概念，是由地球科学家Steve Fry在19世纪80年代对华盛顿州的山峰的地形突起度的研究中提出。他最初提出的概念是“极端主要山峰”（英語：Ultra major mountain），表示地形突起度不小于1500米的山峰。

## 全球分布
目前一共发现了1515座极端突出类山峰：亚洲637座，北美洲353座，南美洲209座，欧洲119座（包括高加索山），非洲84座，大洋洲69座，南极洲39座。
地球上很多大型山峰都是极端突出类山峰，包括珠穆朗玛峰、K2、乞力马扎罗、勃朗峰和奥林匹斯山。另外一方面，由于艾格峰和马特洪峰没有足够的地形突起度，所以它们不是极端突出类山峰。许多极端突出类山峰在地球上少有人到访的地方和不适宜居住的地方，包括格陵兰岛的39座，北极地区岛屿新地岛、扬马延和斯匹次卑尔根岛的最高点，以及许多亚洲高山。在英属哥伦比亚，一些已经列出的山峰甚至没有公认的名称。
14座八千公尺以上山峰列表中除了洛子峰的其余13座都是极端突出类山峰，另外有64座极端突出类山峰海拔超过7000米。有90座极端突出类山峰的地形突起度超过3000米，但只有22座山峰地形突起度超过4000米。
一些极端突出类山峰仍是未登峰，如木斯岛、锡普尔山（可能）和冈嘎本孙峰。他们可能是所谓地球上最突出的未登峰的候选者。
大陆的最高点，即七大洲最高峰都是极端突出类山峰。它们的主山坳都在海平面或接近海平面，使得它们的地形突起度几乎等于本身的海拔。

## 极端突出类山峰列表 (1515)

### 一般列表
- 按地形突起度排序的山峰列表给出了世界上地形突起度最大的125座山峰。
- 按最高点海拔排序的岛屿列表给出了75个海拔最高的岛屿最高点，所有都是极端突出类山峰。

### 南极 (41)
- 南极洲极端突出类山峰列表，包括南大西洋群岛(41)

### 亚洲 (637)
- 西亚的极端突出类山峰列表 (88)
- 中亚的极端突出类山峰列表 (75)
- 喀喇昆仑山和兴都库什山的极端突出类山峰列表 (61)
- 喜马拉雅山的极端突出类山峰列表，包括中国－尼泊尔边界 (76)
- 东亚的极端突出类山峰列表（英语：List of Ultras of Tibet, East Asia and neighbouring areas），包括印度 (112)
- 东北亚的极端突出类山峰列表 (53)
- 日本的极端突出类山峰列表 (21)
- 东南亚的极端突出类山峰列表 (42)
- 菲律宾的极端突出类山峰列表 (30)
- 马来群岛的极端突出类山峰列表 (92)，其中12个在大洋洲（巴布亚省）

### 非洲 (84)
- 非洲的极端突出类山峰列表 (84)

### 欧洲 (119)
- 欧洲的极端突出类山峰列表，包括非阿尔卑斯的60座山峰、大西洋群岛的6座和欧洲高加索山的10座
- 最高的欧洲的极端突出类山峰列表 (33)
- 阿尔卑斯山的极端突出类山峰列表 (44)

### 北美 (353)
- 北美的极端突出类山峰列表 (353)

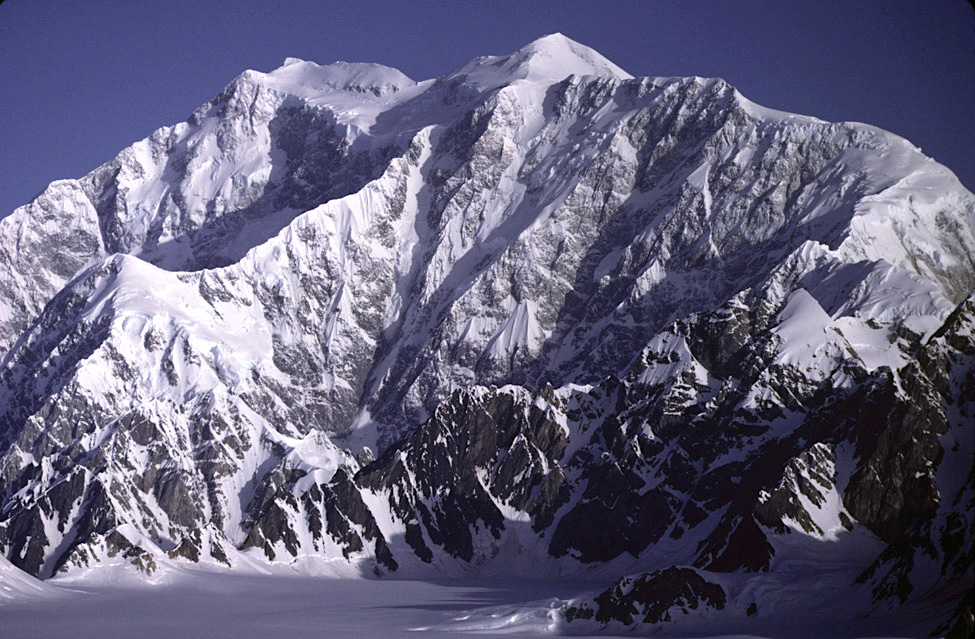
位于育空地区的洛根山，加拿大的最高峰，按地形突起度排名世界第六。

  - 加拿大的极端突出类山峰列表 (143，包括和美国边界上的6座)
  - 美国的极端突出类山峰列表 (129，包括太平洋（夏威夷岛）的6座以及和加拿大边界上的6座)
    - 阿拉斯加的极端突出类山峰列表 (6，包括和育空地区边界上的4座，以及和英属哥伦比亚边界上的4座)

  - 格陵兰岛的极端突出类山峰列表 (39)
  - 墨西哥的极端突出类山峰列表 (27)
  - 中美洲的极端突出类山峰列表 (23)
  - 加勒比地区的极端突出类山峰列表 (7)

### 大洋洲 (69)
- 大洋洲的极端突出类山峰列表，包括南印度洋 (69)
  - 澳大利亚的极端突出类山峰列表 (2)
  - 新几内亚的极端突出类山峰列表 (12)
  - 新西兰的极端突出类山峰列表 (10)
  - 巴布亚省的极端突出类山峰列表 (31)
  - 夏威夷群岛的极端突出类山峰列表 (6)
  - 太平洋群岛的极端突出类山峰列表 (6)
  - 南印度洋的极端突出类山峰列表 (2)

### 南美洲 (209)
- 南美洲的极端突出类山峰列表 (209)